# North York Astros
North York Astros je kanadski nogometni klub iz grada Toronta u pokrajini Ontario.
Igra u CSL-u, u "Nacionalnoj diviziji" ("National Division").
Svoje utakmice igra na stadionu "Esther Shiner Stadium".

## Vanjske poveznice
- Službene stranice